# Jack Jones (pallanuotista)
John Shaw Jones, detto Jack (Cheltenham, 17 aprile 1925 – Cheltenham, 8 marzo 2016), è stato un pallanuotista britannico.
Ha disputato le Olimpiadi di Helsinki 1952 e di Melbourne 1956.